# スター (スーパーマーケット)
スター株式会社は、滋賀県栗東市に本社を置くスーパーマーケットを運営する企業。滋賀県南部地域に4店舗を置いている。2012年（平成24年）にCGCグループに加盟した。

## 沿革
- 1966年（昭和41年） - 青果業を営む個人商店として営業を開始する。
- 1982年（昭和57年） - スター株式会社が設立される。
- 1983年（昭和58年） - 滋賀県栗太郡栗東町（現：栗東市）にてスーパーマーケットの営業を開始する。
- 1992年（平成4年） - 本部営業所を大津市から栗東町に移転する。
- 2011年（平成23年）5月 - ネットスーパー事業に参入する（後述）[4]。
- 2012年（平成24年） - CGCグループに加盟する。

## 店舗

### 現在
前述のとおり、滋賀県南部地域（栗東・守山・野洲・草津の各市）に店舗を展開しているが、同地域に属する野洲市への店舗展開は行っていない。現在の店舗は下記を参照。
栗東市
- 栗東辻店 - 滋賀県栗東市辻527-1[1]
  - 1987年3月開店[2]。本社所在地を兼ねる[2]。
- 安養寺店 - 滋賀県栗東市安養寺3丁目2-18[1]
  - 2001年4月開店[2]

守山市
- 水保店 - 滋賀県守山市水保町1490[1]
  - 1995年4月開店[2]

草津市
- グリーンヒル店 - 滋賀県草津市若草1丁目2-1[1]
  - 2003年4月開店[2]

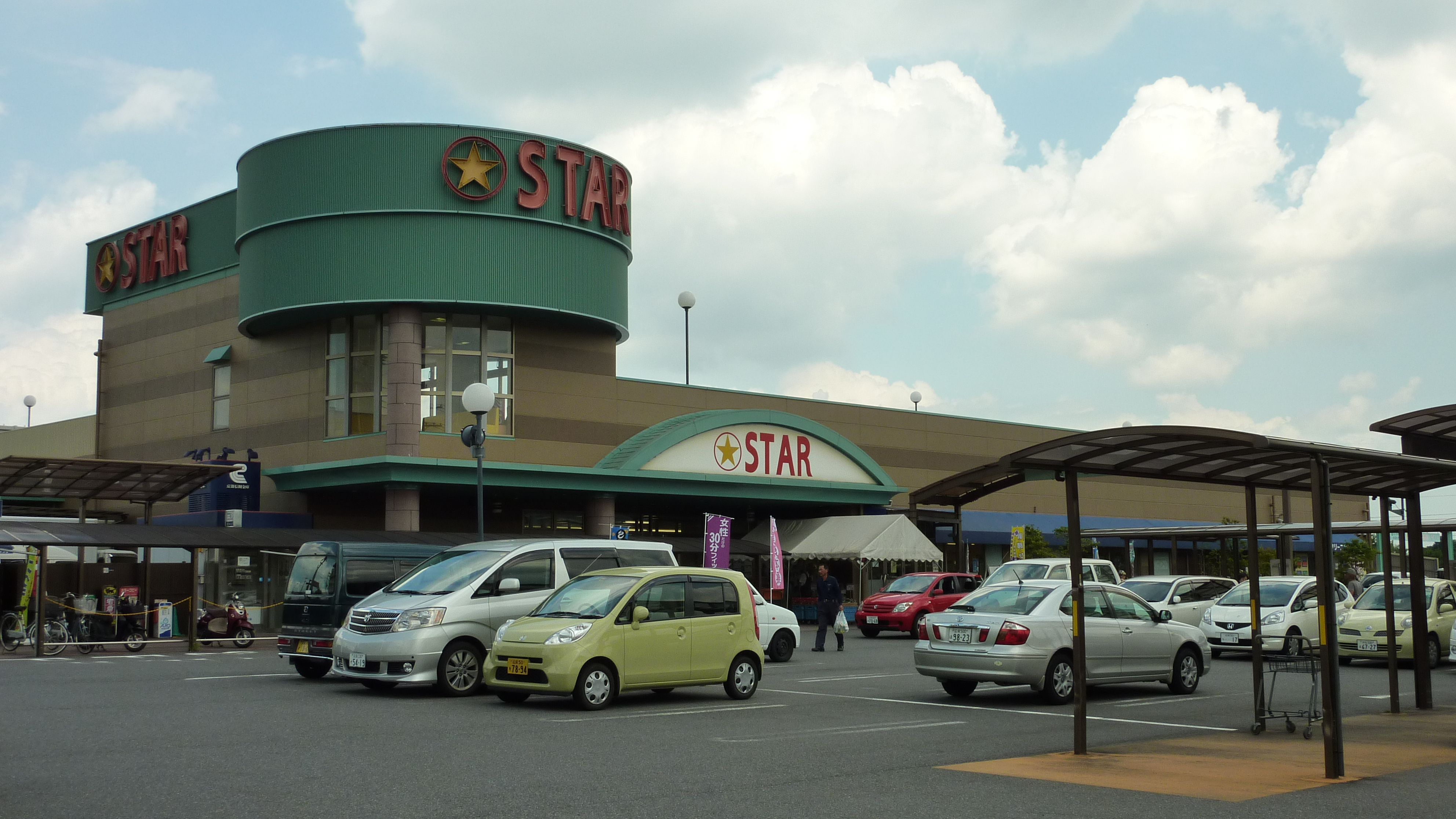
グリーンヒル店（2010年8月）

### 過去
以前は湖南市や大津市（湖南市は甲賀地域、大津市は大津地域。滋賀県#地域区分を参照）にも店舗を展開していたが、両市内にあった店舗はすべて閉店した。過去に展開した店舗は下記のとおり。
栗東市
- 大宝店 - 滋賀県栗東市
  - 開店・閉店時期ともに不明。
- 栗東駅前店 - 滋賀県栗東市綣2-4-5（ウイングプラザの所在地[5]）
  - 開店・閉店時期ともに不明。ウイングプラザの1階にテナントとして入居していた。

草津市
- 草津追分店[6] - 滋賀県草津市追分町63-1[注 1][8]
  - 開店時期不明、2013年6月20日閉店[6]。

大津市
- Jarme（ジャルメ）店 - 滋賀県大津市あかね町13-3[8]
  - 開店時期不明、2013年6月20日閉店[6]。旧店名は滋賀店であったが、店舗のリフォームに併せて「STAR MARKET PLACE Jarme店」に改称し、2012年7月4日に再オープンした[9]。なお、「Jarme」はフランス語の「Germer」（訳：「育む、新芽が出る」）の造語である[9]。
- 田上店 - 滋賀県大津市黒津2丁目19-8[10]
  - 2011年10月開店[2]、2020年10月31日閉店[10]。

湖南市
- 甲西店食品館 - 滋賀県湖南市
  - 開店・閉店時期ともに不明。

## 経営方針

### 理念
- 【鮮度・接客・付加価値】地域No.1を目指して[2]

### 方針
1. 地域一番の鮮度を目指します[2]。
2. 地域一番の接客を目指します[2]。
3. 地域一番、分かりやすい店を目指します[2]。

## ネットスーパー
2011年5月に開始した事業のことであり、「スターお届け便」という愛称がある。なお、同事業の拠点はグリーンヒル店であり、配送地域は沖島を除く滋賀県全域を対象としている。開始当初は1回の購入額が3,000円以上となる場合は送料が無料となるキャンペーンを行ったこともあった。なお、取扱品目は2012年2月時点で4,500品目であり、配送はヤマト運輸が行っている。ちなみに、滋賀県全域を配送対象とするネットスーパーを運営する企業は、2012年2月時点では当社が唯一であった。